# Incidente de Huanggutun

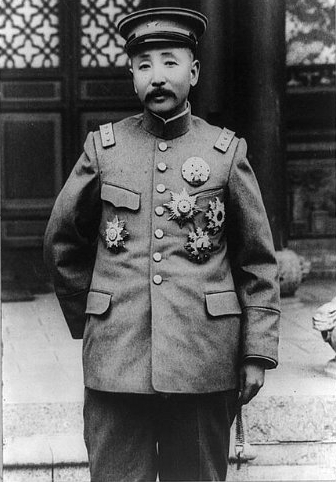
El caudillo militar chino Zhang Zuolin, señor de Manchuria, hacia 1928.

El Incidente de Huanggutun fue el asesinato del caudillo militar chino Zhang Zuolin el 4 de junio de 1928 a manos de algunos oficiales del Ejército de Kwantung, confabulados con algunos partidarios civiles.

## Situación
El Gobierno japonés que presidía Tanaka Giichi respaldaba a Zhang Zuolin, pero deseaba que limitase su actividad a Manchuria. Temía que sus intentos por hacerse con el poder en todo el país se saldase en derrota que extendiese los combates a Manchuria. Cuando quedó claro que la guerra civil concluiría con la victoria del Kuomintang, los japoneses aconsejaron repetidamente a Zhang que se retirase a Manchuria, que finalmente se avino a ello.

## Magnicidio

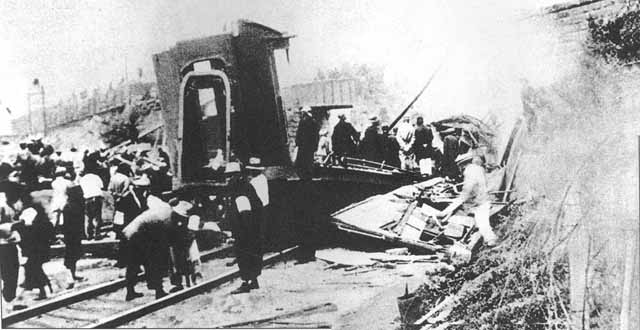
Huanggutun, lugar del atentado, al poco de la deflagración que mató al caudillo militar de Manchuria.

Si bien el Gobierno deseaba apoyarse en Zhang para dominar Manchuria, algunos oficiales radicales del Ejército de Kwantung disentían de la posición gubernamental y deseaban ocupar directamente la región. El núcleo del grupo lo componían el coronel Kōmoto Daisaku, Doihara Kenji, Itagaki Seishiro y Okamura Yasuji. Deseaban acabar con el poder de los caciques militares manchúes e impedir que el Gobierno de Nankín extendiese su autoridad a la zona; contaban con poder controlar al hijo de Zhang, Zhang Xueliang, una vez eliminado el padre. Contaban con la simpatía de algunos altos mandos del Ejército de Kwantung como Honjō Shigeru, Matsui Iwane, Hata Shunroku y Tatekawa Yoshitsugu. Descartaron abatir a Zhang en Pekín y optaron por hacerlo cerca de Mukden, en los alrededores de la estación de Huanggutun. Los conspiradores vigilaban desde el 1 de junio todos los trenes que partían hacia Mukden desde Pekín, para identificar el que pudiese transportar a Zhang de vuelta a Manchuria.

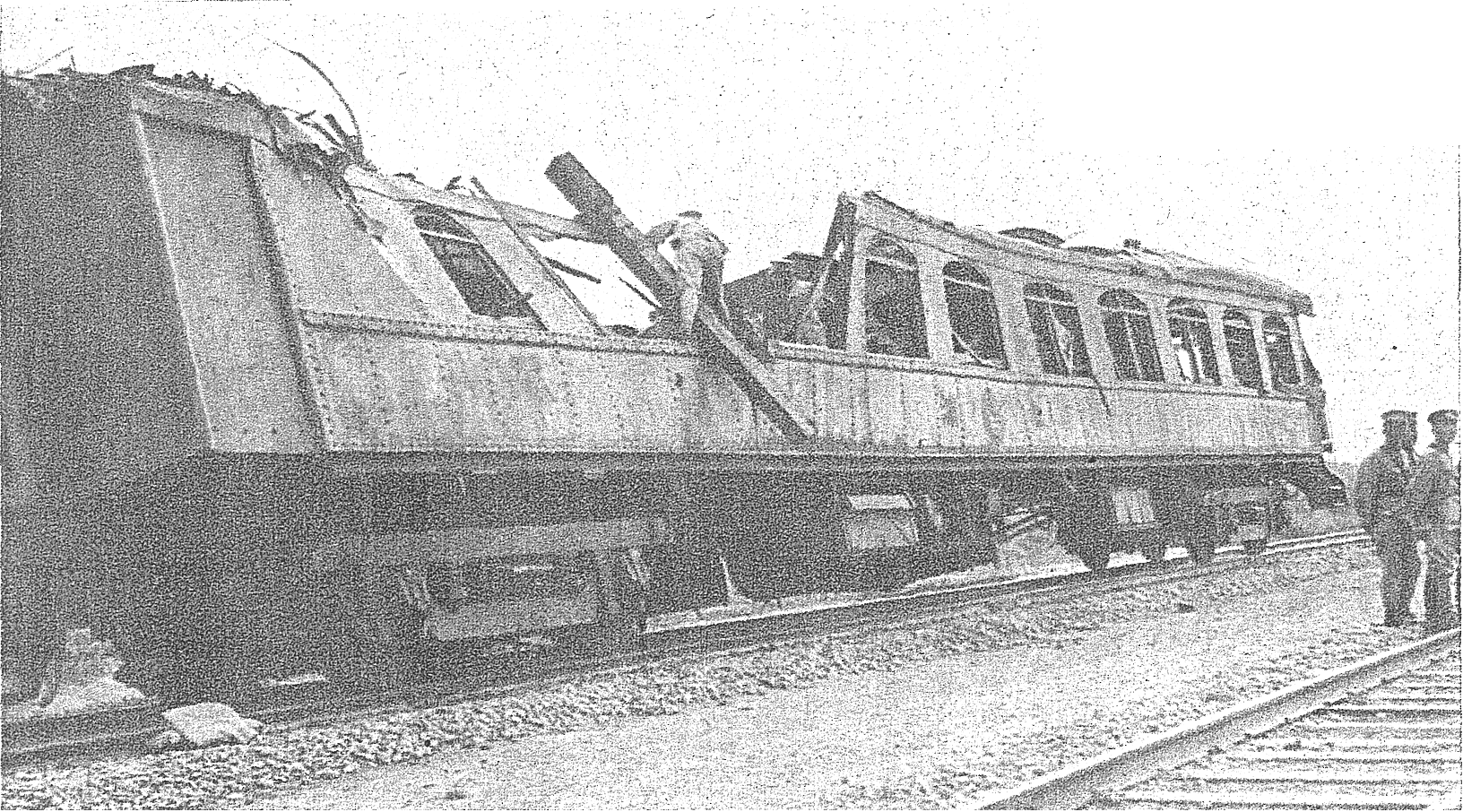
Estado en que quedó el vagón en el que viajaba Zhang tras el fatal atentado.

La vuelta de Zhang a Manchuria era en teoría secreta, pero se conocía. Sus partidarios habían solicitado permiso a los japoneses para proteger la vía con cincuenta policía militares y guardias de a caballo, que debían apostarse a unos cinco kilómetros de Mukden. Las autoridades japonesas dieron la venia a esta medida, pero no aceptaron que los chinos dispusiesen además otro contingente de policía militar donde el ferrocarril Pekín-Muken cruzaba bajo el Ferrocarril del Sur de Manchuria. Sí reforzaron, por su parte, la seguridad del lugar. Hacia las tres de la madrugada del 4 de junio, centinelas japoneses afirmaron haber descubierto a tres chinos escondidos cerca de la vía; mataron a dos de ellos, en cuyos cadáveres encontraron bombas y correspondencia con el Kuomintang. En realidad, habían sido escogidos por los confabulados japoneses para culparlos del magnicidio; el tercero de ellos, que escapó a las bayonetas de los guardias japoneses, confesó luego el plan a Zhang Xueliang.
Uno de los confabulados informó al resto desde Shanhaiguan sobre la distribución del tren y la probable hora de llegada del tren que transportaba a Zhang a Mukden. El tren había salido de Pekín a la 1:15 de la madrugada. Los conspiradores emplearon a miembros del 20.º Regimiento de Ingenieros para colocar explosivos en la intersección de las dos líneas férreas, que se podían detonar a distancia. El vagón en el que viajaba Zhang era claramente distinguible de los demás, pues era el único que no era de tercera. Era el octavo y voló por los aires a las cinco y media de la mañana junto con el séptimo y el noveno, después de que una primera explosión hiciese descarrilar a los seis primeros. La detonación desató un incendio en el vagón, en el que Zhang se desangraba, herido de gravedad en el pecho. Aunque se lo trasladó a su residencia en Mukden, falleció poco después, a las diez de la mañana. Las autoridades de la camarilla de Fengtian ocultaron el asesinato hasta el 21 de junio, cuando Zhang Xueliang ya había sucedido a su padre como caudillo regional.

## Conspiración frustrada, impunidad de los autores y dimisión de Tanaka

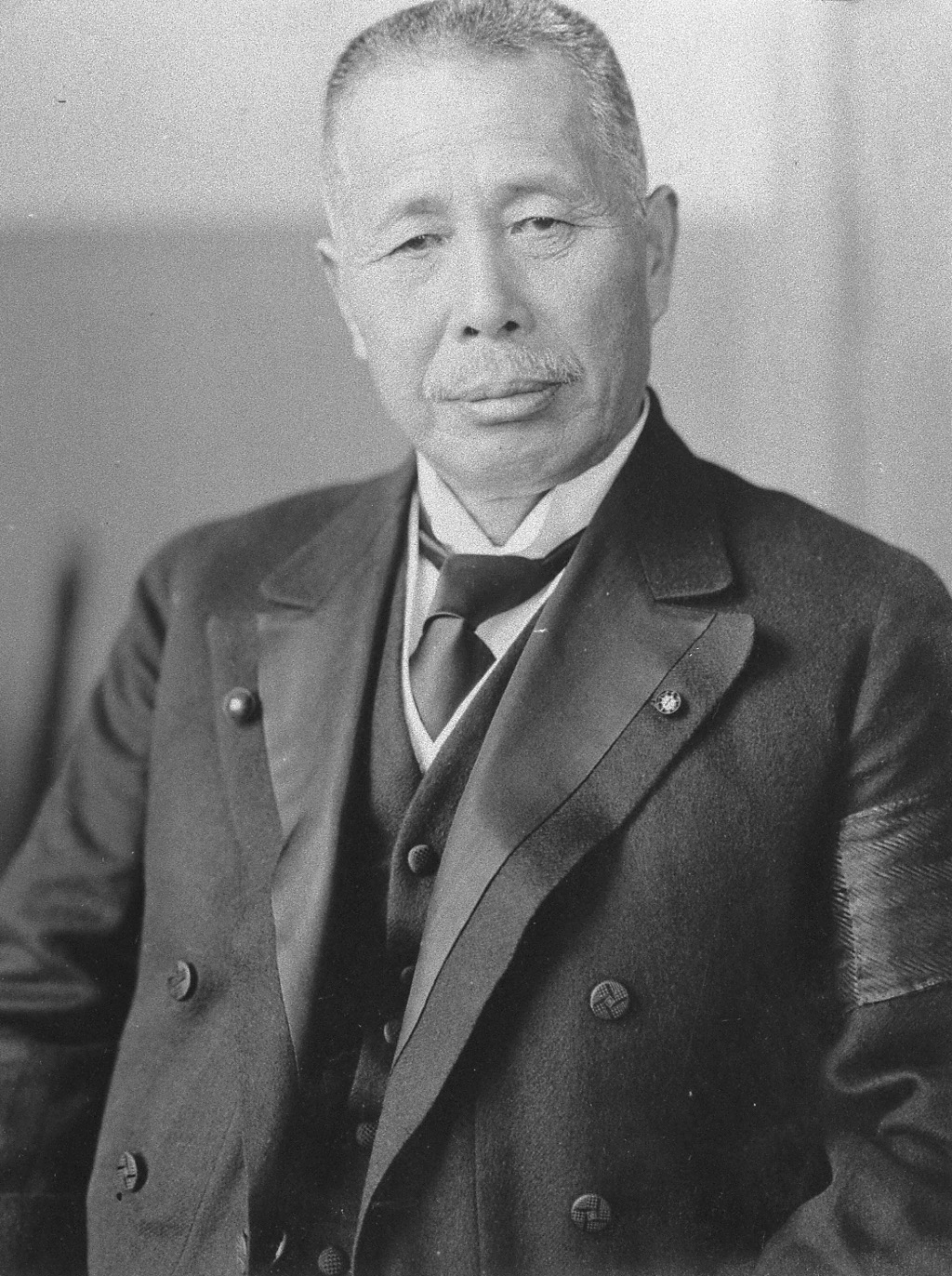
El primer ministro japonés del momento, Tanaka Giichi, que hubo de dimitir a consecuencia del magnicidio.

Los conspiradores esperaban que el magnicidio precipitase choques con los chinos que los japoneses pudiesen utilizar como justificación para apoderarse de Manchuria, pero la escaramuza que se desató entre la guardia de Zhang y los soldados japoneses se pudo controlar rápidamente. Los diversos atentados contra japoneses que perpetraron los confabulados para precipitar la invasión no dieron fruto.
El primer ministro Tanaka Giichi, el emperador y el genrō Saionji Kinmochi se mostraron favorables a castigar severamente a los conjurados, pero la mayoría de los altos mandos del Ejército se opuso a ello arguyendo que el castigo desprestigiaría a las fuerzas armadas y supondría una intromisión civil en los asuntos militares. Tanaka no contaba tampoco con el apoyo decidido de su propio partido, el Seiyukai, ni de parte del Consejo de Ministros, que consideraban que admitir que los perpetradores del magnicidio eran japoneses supondría una deshonra para el soberano y un revés diplomático para el país. En esta tesitura, Tanaka trató de mostrarse conciliador con las dos posiciones: encargó una investigación, pero interna, que apenas avanzó. Hubo de informar al emperador tras cuatro meses el 4 de noviembre de 1928. Además, tuvo que afrontar una sesión parlamentaria en enero del año siguiente en la que trató en vano de que la oposición no preguntase por el asunto. El partido opositor Minseitō criticó duramente a Tanaka, pero no pudo aprobar una moción para hacer público lo que se conocía del atentado. La censura impidió además que la población pudiese seguir los debates en la Dieta. Las Cortes, Saionji y el emperador acuciaron a Tanaka durante mayo y junio para que presentase finalmente un informe sobre el asesinato de Zhang, a lo que se opuso repetidamente el alto mando del Ejército. Cada vez más presionado, Tanaka mintió al emperador el 27 de junio, indicándole que los culpables del asesinato no eran militares japoneses, versión que respaldó el ministro de Guerra al día siguiente. Este anunció el castigo de los oficiales considerados simplemente negligentes por haber permitido el atentado: el jefe del Ejército de Kwantung, Muraoka, pasó a la reserva; el coronel Kawamoto fue retirado del servicio; y el jefe del Estado Mayor de esta unidad, Saito, y el jefe de la gendarmería, Mizuta, recibieron una simple reprimenda. Tanaka se presentó al soberano justo después de la visita del ministro y, ante el claro disgusto del emperador, decidió dimitir. Efectivamente, el cese del gabinete se verificó pocos días después, el 1 de julio.
La práctica impunidad de los conspiradores acrecentó el poder de la corriente radical en el Ejército, que desafió impunemente al Gobierno y al mismo emperador. Los confabulados contaron con el apoyo corporativista de los altos mandos militares que, sin embargo, no habían estado involucrados en la maquinación contra Zhang Zuolin. Las críticas del Minseitō resultaron oportunistas: cuando accedió al Gobierno en julio de 1929 no retomó la investigación del magnicidio.
En Manchuria, Zhang Xueliang sucedió a su padre como señor de la región, con el respaldo del Gobierno nipón. Pese a su aversión por los japoneses, hubo de apoyarse en ellos para conservar el poder en la zona, aprovechando con habilidad sus disensiones al tiempo que evitaba que sus rivales pactasen con el Gobierno de Nankín. Finalmente se avino a pactar con este en julio, tanto por la presión popular en favor del acuerdo con Nankín como por la actitud conciliadora de este, dispuesto a cederle Jehol y a no intervenir en la zona. El Gobierno japonés dio su beneplácito al pacto, que evitaba la extensión de la autoridad directa del Kuomintang a Manchuria. La actitud contraria de los representantes japoneses en la región apenas sirvió para retrasar la implantación de la autoridad teórica de Nankín hasta el 29 de diciembre.